# Sananduva
Sananduva est une ville de l'État du Rio Grande do Sul au Brésil.